# سامسکروتی شنوی
سامسکروتی شنوی بازیگر هندی است که در فیلم‌های مالایالامی، تلوگو، تامیل و کانارا بازی کرده‌است.

## اوایل زندگی
سامسکروتی شنوی در مدرسه دولتی ساراسواتی ویدیانیکتان (Saraswathi Vidyanikethan) در کوچی تحصیل کرد. او بهاراتناتیام، موهینیاتوم و رقص غربی را آموخت. سامسکروتی شنوی گزارش داد که والدینش در ابتدا مخالف ایده بازیگر شدن وی بودند، اما بعداً موافقت کردند تا زمانی که تحصیلات او تحت تأثیر قرار نگرفت.
در ۱۶ ژوئیه ۲۰۱۷، سامسکروتی شنوی با دوست پسر قدیمی خود ویشنو نایر نامزد کرد.